# William O’Brien (Politiker)

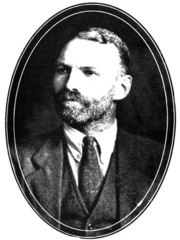
William O’Brien

William O’Brien (* 23. Januar 1881 in Clonakilty, County Cork; † 31. Oktober 1968) war ein irischer Gewerkschaftsfunktionär und Politiker der Irish Labour Party.

## Leben
O’Brien gründete 1912 mit James Connolly und James Larkin die Labour Party als politischen Flügel des Dachverbandes der irischen Gewerkschaften Irish Trade Union Congress. 1913 wurde er erstmals Präsident des Irish Trade Union Congress (ITUC) und als solcher maßgeblich am sogenannten Dublin Lockout beteiligt. Nachdem Larkin 1914 in die Vereinigten Staaten ausgewandert war, wurde er dessen Nachfolger als Gewerkschaftsführer und war zunächst 1918 erneut Präsident des ITUC sowie von 1918 bis 1920 dessen Generalsekretär.
1922 wurde er als Kandidat der Irish Labour Party im Wahlkreis Dublin South erstmals zum Abgeordneten (Teachta Dála) in das Unterhaus (Dáil Éireann) gewählt, erlitt jedoch bereits bei den Wahlen 1923 eine Niederlage, so dass er aus dem Unterhaus wieder ausscheiden musste. Nachdem Larkin im April 1923 nach Irland zurückgekehrt war, kam es zu Meinungsverschiedenheiten zwischen diesem und O’Brien, die mehr als zwanzig Jahre andauerten und auch die Amtszeit des Vorsitzenden der Labour Party, William Norton, prägten. O’Brien übernahm schließlich offiziell 1924 die Funktion des Generalsekretärs der Irish Transport and General Workers’ Union (ITGWU) von Larkin und behielt dieses Amt bis 1946. Darüber hinaus war er 1925 wieder Präsident des ITUC.
Bei den Wahlen im Juni 1927 wurde er wiederum zum Teachta Dála gewählt, verlor sein Mandat für den Wahlkreis Tipperary jedoch bereits wieder bei den Unterhauswahlen im September 1927. Zuletzt wurde er im Juli 1937 wieder als Vertreter des Wahlkreises Tipperary in den Dáil Éireann gewählt, schied aber abermals bei den Wahlen im Mai 1938 aus dem Unterhaus aus. 1941 war er schließlich zum vierten und letzten Mal Präsident des Irish Trade Union Congress.
1944 trat er aus der Irish Labour Party aus und es kam zur Gründung der National Labour Party.